# Rocher du Débarquement
Le rocher du Débarquement est une petite île rocheuse de l'archipel de Pointe-Géologie (terre Adélie), situé en mer Dumont-d'Urville (océan Austral) au large du continent antarctique. C'est l'une des principales îles Dumoulin, où eut lieu la prise de possession de la terre Adélie par la France le 22 janvier 1840.

## Description
Cette petite île rocheuse mais aussi très englacée fait 175 m de long pour 50 de large. Elle est orientée dans une direction WSW–ENE, et atteint 19 mètres de haut,.
C'est l'une des principales et la plus septentrionale des îles Dumoulin. À 7 km au nord-est de l'île des Pétrels, elle constitue également l'extrémité nord-est de l'archipel de Pointe-Géologie.

## Histoire

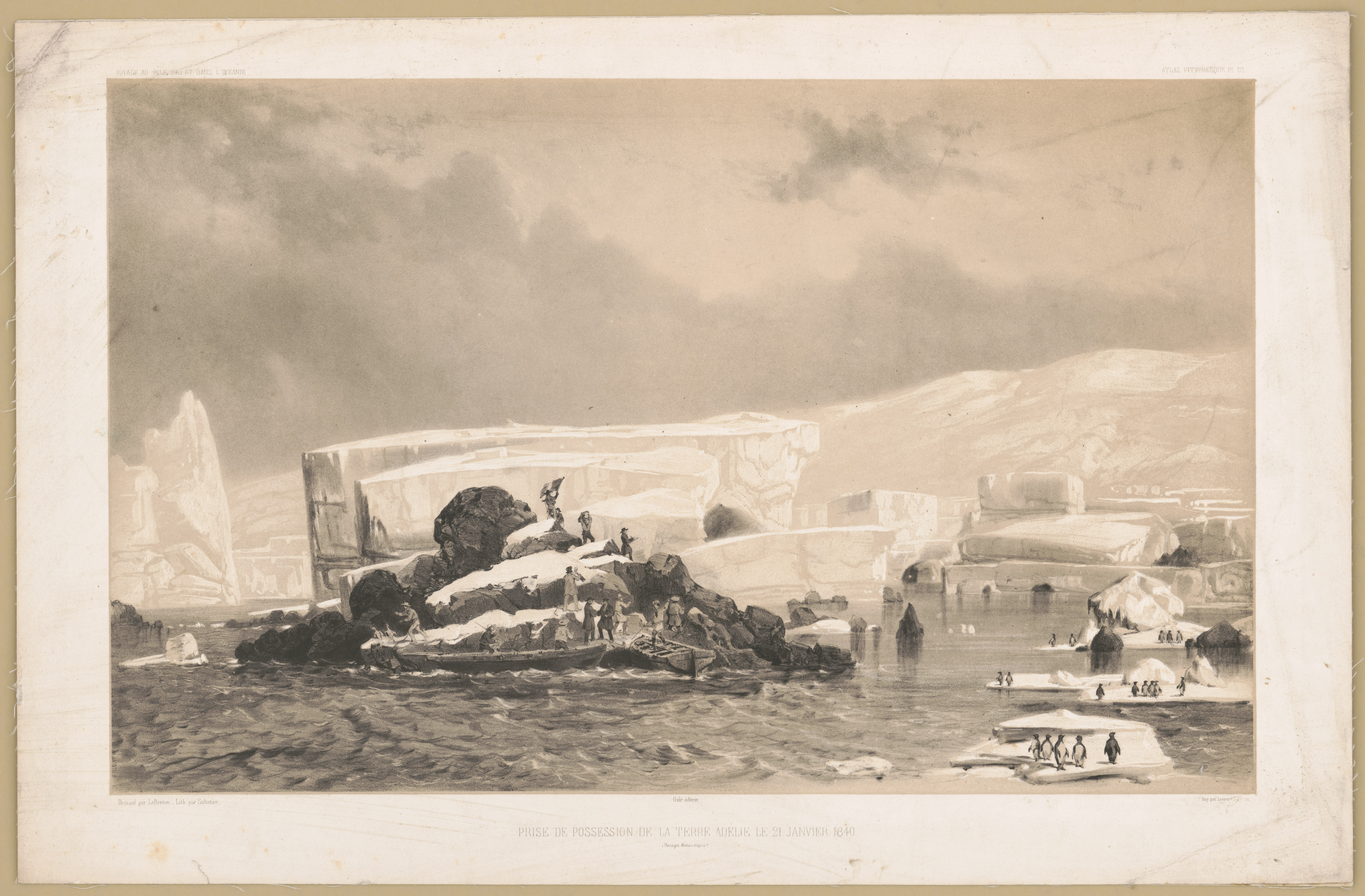
Rocher du Débarquement, 22 janvier 1840. On dénombre treize personnes, dont une plantant un drapeau, et une autre brandissant une bouteille de vin. (Dessin de Louis Le Breton.)

Deux jours après avoir aperçu les falaises de glace bordant le continent antarctique, c'est dans la fin d'après-midi du 22 janvier 1840
que les équipages des deux corvettes de l'expédition menée par Jules Dumont d'Urville repèrent enfin des îlots rocheux. Joseph Duroch, enseigne de vaisseau sur l'Astrolabe, et le lieutenant de vaisseau Joseph Dubouzet, second de la Zélée, embarquent sur deux canots avec Pierre-Marie Dumoutier, préparateur d'anatomie, et Louis Le Breton, chirurgien et dessinateur. Accompagnés d'une dizaine de matelots qui rament durant deux heures et demie pour parcourir 7 milles sur une mer semée d'« îles de glace », ils abordent par l'ouest le « rocher du Débarquement », l'un des plus élevés et le plus septentrional du groupe d'îles qui sera ultérieurement dénommé îles Dumoulin. Ils y prennent pied à 21 h. En une demi-heure, ils prennent possession des lieux en plantant le drapeau français ; ils boivent une bouteille de bordeaux, prélèvent des échantillons de roches et un fucus desséché, et capturent quelques manchots. Ils ne s'attardent guère, et sont de retour à bord à 23 h, poussés par un vent d'est favorable.
Adrien Vincendon-Dumoulin, hydrographe de l'expédition, réalise un levé détaillé de l'îlot, mais sans lui-même y débarquer : adepte du « lever sous voiles », il procède à la longue-vue à plusieurs milles de distance, et en utilisant probablement le témoignage de Dubouzet, qui commandait le petit groupe débarqué. Étonnamment, son levé reproduit assez fidèlement le tracé actuel.
En janvier 1912, John King Davis, capitaine de l'Aurora, le voilier à vapeur de l'expédition antarctique australasienne de Douglas Mawson, longe les côtes de la terre Adélie après avoir déposé un groupe d'hivernants — dont Mawson — au cap Denison. Il fait voile vers l'ouest pour déposer un autre groupe en terre de la Reine-Mary, à plus de 2 000 km de distance. Passant devant les îles Dumoulin, il procède à une cartographie grossière depuis le large. Il boit à cette occasion du bourgogne dont Jean-Baptiste Charcot l'a muni, en souvenir des libations faites au bordeaux en 1840,.
Trente-cinq ans plus tard (1946-1947), le rocher est repéré sur des photos aériennes prises lors de l'opération Highjump de l'US Navy. En octobre 1950, un groupe de trois hommes de la 3e expédition antarctique française en terre Adélie effectue un raid en traîneaux sur la banquise depuis la base de Port-Martin, 65 km plus à l'est. Ils identifient le rocher comme le lieu probable du débarquement,.

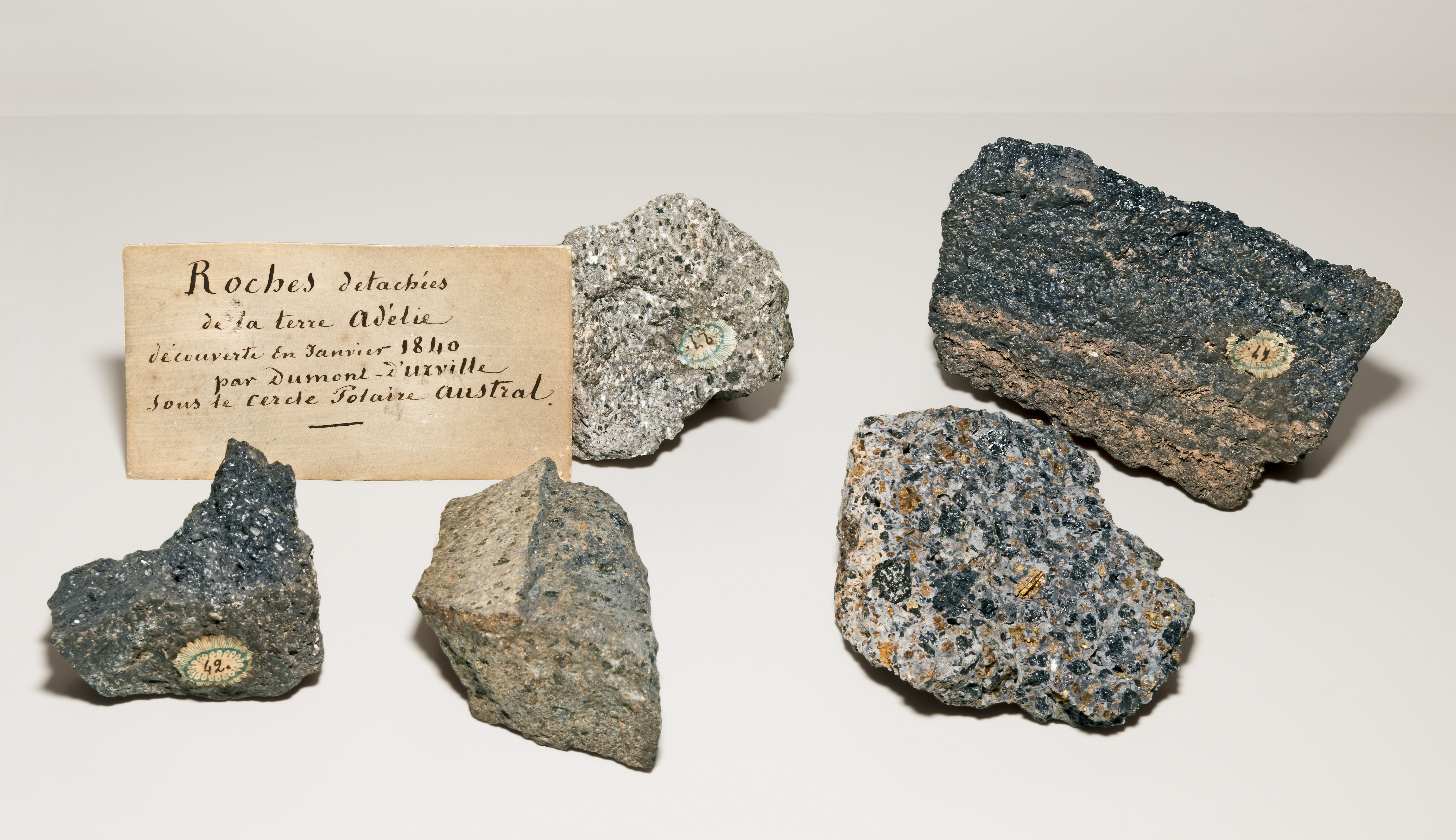
Échantillons de roches rapportés par l'expédition en 1840 (Muséum de Toulouse).

La comparaison entre les spécimens de roches déposés en 1840 au Muséum national d'histoire naturelle de Paris et des échantillons prélevés sur le terrain en 1993 et 2004 confirme que le débarquement a bien eu lieu à cet endroit.
Le rocher, qui s'allonge dans une direction WSW–ENE, a deux caps, la pointe Dubouzet à l'ouest, et la pointe Duroch à l'est. Ce sont les noms des deux officiers de marine qui commandaient le détachement lors de la prise de possession de 1840.

## Patrimoine
En 2006, le rocher du Débarquement a été inscrit comme site et monument historique de l'Antarctique (SMH 81), officiellement répertorié par le secrétariat du traité sur l'Antarctique.